# J. D. Evermore
John Daniel Evermore (* 5. November 1968 in Greenville, Mississippi) ist ein US-amerikanischer Schauspieler.

## Leben
Evermore wurde 1968 als ältester von sieben Geschwistern in Greenville geboren. Als Kind verbrachte er viel Zeit in einem Country-Nightclub mit dem Namen The Headless Horseman, der seiner Mutter gehörte.
Nach einem kurzen Aufenthalt am College verpflichtete er sich für 15 Monate beim Marine Corps und wurde in Kalifornien stationiert. Nachdem er in Los Angeles einige Schauspieler kennengelernt hatte, erwachte sein Interesse an diesem Beruf.
Nach einigen Gelegenheitsjobs studierte er Theater an der University of Southern Mississippi. Es folgten erste Engagements am Theater und später bei Film und Fernsehen.
Ab dem Jahr 2010 stellte er in der Fernsehserie Treme den Detective Thomas Silby dar. Von 2013 bis 2014 spielte er in Rectify die Rolle des Sheriff Carl Daggett. In der ersten Staffel der Serie True Detective war er als Detective Lutz zu sehen. Daneben übernahm er zahlreiche Nebenrollen in Spielfilmen wie Alabama Moon – Abenteuer Leben, Django Unchained, 12 Years a Slave, Dallas Buyers Club oder Planet der Affen: Revolution.

## Filmografie (Auswahl)
- 1996: Big Easy – Straßen der Sünde (The Big Easy, Fernsehserie, eine Episode)
- 1998–2001: Walker, Texas Ranger (Fernsehserie, vier Episoden)
- 1998: Stomping Grounds
- 1999: Tage voller Blut – Die Bestie von Dallas (To Serve and Protect, Miniserie, eine Episode)
- 2000: Hell Swarm – Die Todesbrut (Hell Swarm, Fernsehfilm)
- 2000: Picknick (Fernsehfilm)
- 2000: Wo dein Herz schlägt (Where the Heart Is)
- 2000: At Any Cost (Fernsehfilm)
- 2000: Living the Life
- 2001: CSI: Vegas (Fernsehserie, eine Episode)
- 2002: Die Entscheidung – Eine wahre Geschichte (The Rookie)
- 2003: Rolling Kansas
- 2003: Single and Dealing with It
- 2004: Infidelity (Fernsehfilm)
- 2005: Faith of My Fathers (Fernsehfilm)
- 2005: Walk the Line
- 2005: Glorious Mail
- 2005: AbServiert (Waiting...)
- 2005: Kleine weiße Wunder (Snow Wonder, Fernsehfilm)
- 2006: Southern Comfort (Fernsehfilm)
- 2006: Spiel auf Sieg (Glory Road)
- 2006: Not Like Everyone Else (Fernsehfilm)
- 2006: Prison Break (Fernsehserie, zwei Episoden)
- 2006: Jede Sekunde zählt – The Guardian (The Guardian)
- 2007: Ruffian – Die Wunderstute (Ruffian, Fernsehfilm)
- 2007: The Great Debaters
- 2008: All in – Alles oder nichts (Deal)
- 2008: Stop-Loss
- 2008: Who Do You Love
- 2009: I Love You Phillip Morris
- 2009: Wild Chicks
- 2009: Bad Lieutenant – Cop ohne Gewissen (The Bad Lieutenant: Port of Call New Orleans)
- 2009: Alabama Moon – Abenteuer Leben (Alabama Moon)
- 2010–2013: Treme (Fernsehserie, sechs Episoden)
- 2010: Maskerade
- 2010: Das Chamäleon (The Chameleon)
- 2010: Jonah Hex
- 2010: Legendary – In jedem steckt ein Held (Legendary)
- 2011: Ticking Clock
- 2011: The Mechanic
- 2011: Seconds Apart
- 2011: The Chaperone – Der etwas andere Aufpasser (The Chaperone)
- 2011: 51
- 2011: Never Back Down 2: The Beatdown
- 2011: Pakt der Rache (Seeking Justice)
- 2011: Inside Out
- 2011: Jeff, der noch zu Hause lebt (Jeff, Who Lives at Home)
- 2011: Volcano 2 – Feuerinferno in Miami (Miami Magma, Fernsehfilm)
- 2012: Transit
- 2012: Mysterious Island
- 2012: The Philly Kid
- 2012: The Paperboy
- 2012: Die Qual der Wahl (The Campaign)
- 2012: The Baytown Outlaws
- 2012: Stolen
- 2012: Django Unchained
- 2013–2014: Rectify (Fernsehserie, 12 Episoden)
- 2013: Broken City
- 2013: Beautiful Creatures – Eine unsterbliche Liebe (Beautiful Creatures)
- 2013: Seelen (The Host)
- 2013: 12 Years a Slave
- 2013: Dallas Buyers Club
- 2013: Das Tor zu Hölle (Nothing Left to Fear)
- 2014: Wicked Blood
- 2014: True Detective (Fernsehserie, sechs Episoden)
- 2014: Bad Country
- 2014: The Walking Dead (Fernsehserie, vier Episoden)
- 2014: Planet der Affen: Revolution (Dawn of the Planet of the Apes)
- 2014: Buttercup Bill
- 2014: Get on Up
- 2014: When the Game Stands Tall
- 2014: Der große Trip – Wild (Wild)
- 2014: 99 Homes
- 2015: American Horror Story (Fernsehserie, eine Episode)
- 2015: Constantine (Fernsehserie, eine Episode)
- 2015: Maggie
- 2015: The Program – Um jeden Preis (The Program)
- 2016: Deepwater Horizon
- 2018–2019: Marvel’s Cloak & Dagger (Fernsehserie, 14 Folgen)
- 2018: Aufbruch zum Mond (First Man)
- 2019: To the Stars
- 2019: The Purge – Die Säuberung (The Purge, Fernsehserie, 2 Episoden)
- 2021: Palmer
- 2023: Suitable Flesh